# 艾于德訥達爾
艾于德訥達爾（挪威語：Audnedal）是挪威原西阿格德爾郡的一個市镇。
2020年1月1日，艾于德訥達爾并入靈達爾市镇，并隶属于新成立的阿格德尔郡。